# Homofonie (muziek)

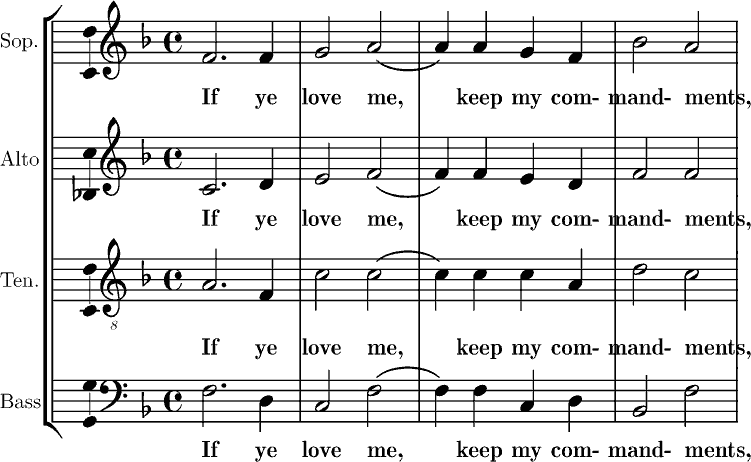
Homofonie in Thomas Tallis' "If ye love me," gecomponeerd in 1549.

De term homofonie (uit het Oudgrieks: ὁμός (homos), gelijk en φωνή (phōnē), klank, geluid, stem) duidt op meerstemmige muziek. Bij homofonie declameren alle stemmen (ongeveer) tegelijk. In andere woorden: wanneer de afzonderlijke partijen van een meerstemmig stuk allemaal grotendeels hetzelfde ritme hebben, spreken we van homofone muziek. Verticaal gezien vormen de stemmen tezamen vaak  akkoorden.
Homofonie is het tegenovergestelde van polyfonie. 